# Austrovelia
Austrovelia is een geslacht van wantsen uit de familie van de Mesoveliidae (bladlopers). Het geslacht werd voor het eerst wetenschappelijk beschreven door Malipatil & Monteith in 1983.

## Soorten
Het genus bevat de volgende soorten:

- Austrovelia caledonica Malipatil & Monteith, 1983
- Austrovelia queenslandica Malipatil & Monteith, 1983